# Gilles Losier
Pour les articles homonymes, voir Losier.
Gilles Losier (né en 1936 à Tracadie au Nouveau-Brunswick) est un violoniste, pianiste et accordeur de pianos acadien de la province canadienne du Nouveau-Brunswick.